# Малахово-Вежбічани
Малахово-Вежбічани (пол. Małachowo-Wierzbiczany, нім. Jakobsdorf) — село в Польщі, у гміні Вітково Гнезненського повіту Великопольського воєводства.
Населення — 263 особи (2011).
У 1975-1998 роках село належало до Конінського воєводства.

## Демографія
Демографічна структура станом на 31 березня 2011 року:
|          | Загалом | Допрацездатний вік | Працездатний вік | Постпрацездатний вік |
| -------- | ------- | ------------------ | ---------------- | -------------------- |
| Чоловіки | 134     | 31                 | 91               | 12                   |
| Жінки    | 129     | 22                 | 85               | 22                   |
| Разом    | 263     | 53                 | 176              | 34                   |